# Saint-Alyre-ès-Montagne
Saint-Alyre-ès-Montagne est une commune française située dans le département du Puy-de-Dôme, en région Auvergne-Rhône-Alpes.

## Géographie

### Situation
Commune située dans le massif du Cézallier au cœur du parc naturel régional des Volcans d'Auvergne, parcourue de part en part par la Couze d'Ardes, alimentée principalement par le ruisseau du lac de Roche Orcine. C'est une commune de montagne, comme son nom l'indique, avec des altitudes dépassant parfois les 1 400 m. « Les Chabaudes » (1 463 mètres), Le Haut Chamaroux (1 434 m) ; on y trouve des pics tels que le mont Testou (1 327 m), la Montagne de Riocros Haute (1 289 m), mais c'est surtout une commune connue pour le mont Chabrut (1 297 m), avec ses trois pics jumeaux.
La commune, qui s'étend sur 4 107 ha, comprend d'autre part deux cols d'altitude élevée : le col de Vestizoux (1 317 m), plus haut col routier du Cézallier sur la RD 32, et le col de la Volpilière (1 230 m), à l'enneigement parfois important et au déneigement spectaculaire.

#### Communes limitrophes
| Compains           |                         | Roche-Charles-la-Mayrand |
| La Godivelle       | Saint-Alyre-ès-Montagne | Mazoires                 |
| Montgreleix Cantal | Anzat-le-Luguet         |                          |

### Climat
Pour des articles plus généraux, voir Climat d'Auvergne-Rhône-Alpes et Climat du Puy-de-Dôme.
En 2010, le climat de la commune est de type climat de montagne, selon une étude du Centre national de la recherche scientifique s'appuyant sur une série de données couvrant la période 1971-2000. En 2020, Météo-France publie une typologie des climats de la France métropolitaine dans laquelle la commune est exposée à un climat de montagne ou de marges de montagne et est dans une zone de transition entre les régions climatiques « Ouest et nord-ouest du Massif Central » et « Nord-est du Massif Central ». 
Pour la période 1971-2000, la température annuelle moyenne est de 7,3 °C, avec une amplitude thermique annuelle de 14,5 °C. Le cumul annuel moyen de précipitations est de 1 205 mm, avec 11,2 jours de précipitations en janvier et 8,4 jours en juillet. Pour la période 1991-2020, la température moyenne annuelle observée sur la station météorologique de Météo-France la plus proche, « Anzat-le-Luguet_sapc », sur la commune d'Anzat-le-Luguet à 7 km à vol d'oiseau, est de 7,5 °C et le cumul annuel moyen de précipitations est de 1 207,2 mm,. Pour l'avenir, les paramètres climatiques de la commune estimés pour 2050 selon différents scénarios d'émission de gaz à effet de serre sont consultables sur un site dédié publié par Météo-France en novembre 2022.

## Urbanisme

### Typologie
Au 1er janvier 2024, Saint-Alyre-ès-Montagne est catégorisée commune rurale à habitat très dispersé, selon la nouvelle grille communale de densité à sept niveaux définie par l'Insee en 2022.
Elle est située hors unité urbaine et hors attraction des villes,.

### Occupation des sols
L'occupation des sols de la commune, telle qu'elle ressort de la base de données européenne d’occupation biophysique des sols Corine Land Cover (CLC), est marquée par l'importance des forêts et milieux semi-naturels (68,3 % en 2018), en augmentation par rapport à 1990 (65,6 %). La répartition détaillée en 2018 est la suivante : 
milieux à végétation arbustive et/ou herbacée (59 %), prairies (19,7 %), zones agricoles hétérogènes (10,3 %), forêts (9,3 %), zones humides intérieures (1,8 %). L'évolution de l’occupation des sols de la commune et de ses infrastructures peut être observée sur les différentes représentations cartographiques du territoire : la carte de Cassini (XVIIIe siècle), la carte d'état-major (1820-1866) et les cartes ou photos aériennes de l'IGN pour la période actuelle (1950 à aujourd'hui).

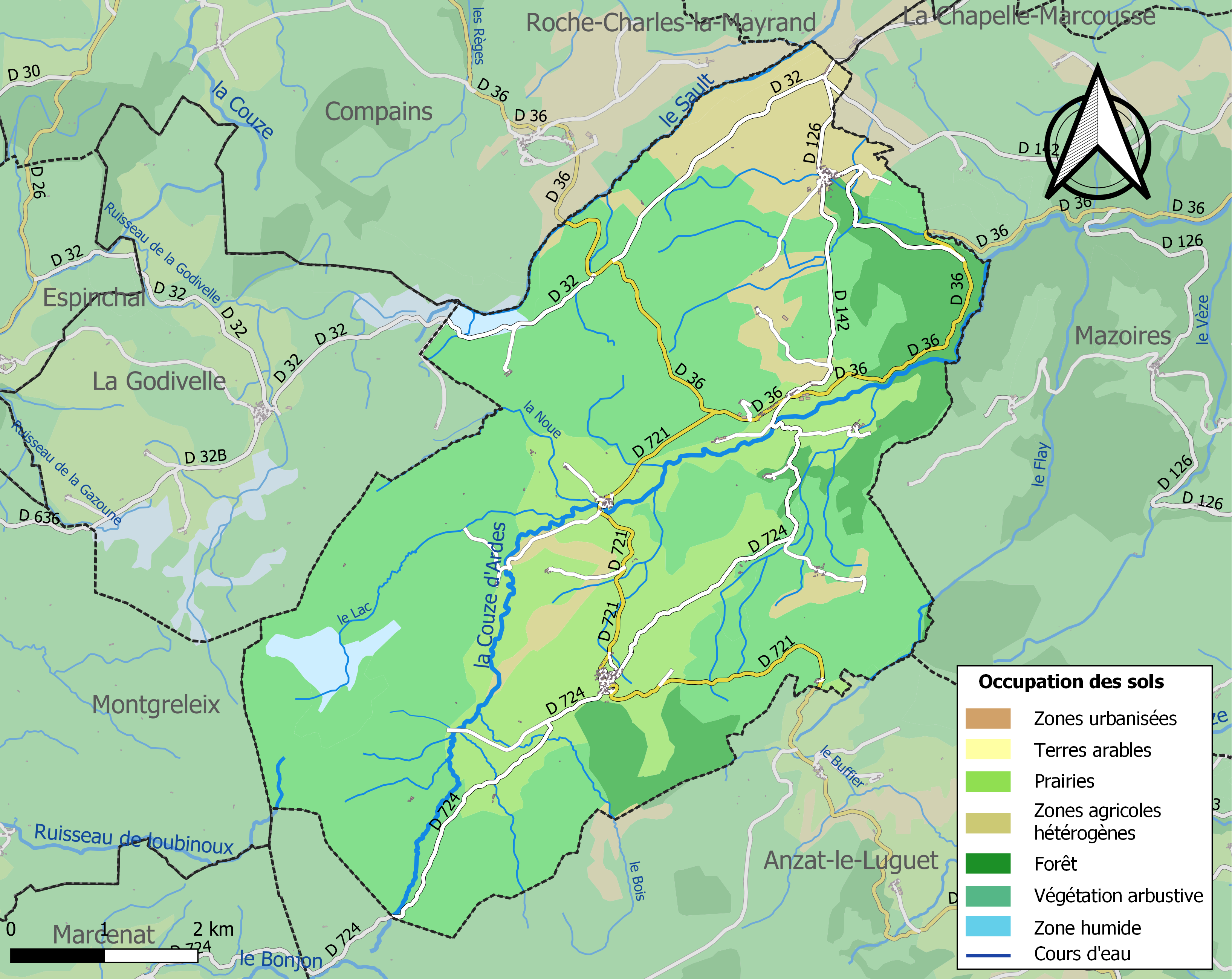
Carte des infrastructures et de l'occupation des sols de la commune en 2018 (CLC).

## Toponymie
Mentionnée en 1373 sous le nom de Sanctus Illidius in Montanis, Saint-Alyre-ès-Montagne doit son nom à saint Alyre, évêque de Clermont au IVe siècle.
La forme « ès » (contraction archaïque de « en les ») constitue dans ce cas une faute de syntaxe passée dans l’usage, probablement sur le modèle d’autres toponymes comme Sury-ès-Bois, Manneville-ès-Plains, La Ville-ès-Nonais. En effet, le mot « montagne » étant singulier tout comme le « montanis » du nom latin, le nom de la commune devrait être « Saint-Alyre-en-Montagne ».
En occitan, la commune porte le nom de Sent Alire de la Montanha.

## Histoire
Lors de la création des communes et des départements, en février 1790, Saint-Alyre est rattachée au département du Cantal. En mars de la même année, elle finit par être rattachée au département du Puy-de-Dôme.
Au cours de la période révolutionnaire de la Convention nationale (1792-1795), la commune a porté le nom de Charlus.

## Politique et administration
| Période                                  | Période                        | Identité       | Étiquette | Qualité                                        |
| ---------------------------------------- | ------------------------------ | -------------- | --------- | ---------------------------------------------- |
| Les données manquantes sont à compléter. |                                |                |           |                                                |
| mars 1953                                | mars 1959                      | Victor Barrat  | CNIP      |                                                |
| mars 1959                                | mars 1977                      | Maurice Bafoil | RI        |                                                |
| mars 1977                                | juin 1995                      | Roger Goyon    | RPR       |                                                |
| juin 1995                                | avril 2019 (démission)         | Guy Gelly      |           |                                                |
| avril 2019 (réélu en 2020)               | En cours (au 2 septembre 2020) | Guy Goyon      |           | Agriculteur Adjoint faisant fonctions de maire |

## Population et société

### Démographie
L'évolution du nombre d'habitants est connue à travers les recensements de la population effectués dans la commune depuis 1793. Pour les communes de moins de 10 000 habitants, une enquête de recensement portant sur toute la population est réalisée tous les cinq ans, les populations de référence des années intermédiaires étant quant à elles estimées par interpolation ou extrapolation. Pour la commune, le premier recensement exhaustif entrant dans le cadre du nouveau dispositif a été réalisé en 2004.

En 2022, la commune comptait 101 habitants, en évolution de −24,63 % par rapport à 2016 (Puy-de-Dôme : +2,1 %, France hors Mayotte : +2,11 %).
| 1793 | 1800 | 1806 | 1821 | 1831 | 1836 | 1841 | 1846 | 1851 |
| ---- | ---- | ---- | ---- | ---- | ---- | ---- | ---- | ---- |
| 673  | 569  | 676  | 649  | 711  | 662  | 702  | 707  | 764  |

| 1856 | 1861 | 1866 | 1872 | 1876 | 1881 | 1886 | 1891 | 1896 |
| ---- | ---- | ---- | ---- | ---- | ---- | ---- | ---- | ---- |
| 721  | 717  | 755  | 761  | 750  | 816  | 855  | 766  | 740  |

| 1901 | 1906 | 1911 | 1921 | 1926 | 1931 | 1936 | 1946 | 1954 |
| ---- | ---- | ---- | ---- | ---- | ---- | ---- | ---- | ---- |
| 723  | 772  | 725  | 553  | 503  | 544  | 459  | 441  | 454  |

| 1962 | 1968 | 1975 | 1982 | 1990 | 1999 | 2004 | 2006 | 2009 |
| ---- | ---- | ---- | ---- | ---- | ---- | ---- | ---- | ---- |
| 383  | 313  | 264  | 247  | 203  | 180  | 171  | 165  | 165  |

| 2014 | 2019 | 2022 | - | - | - | - | - | - |
| ---- | ---- | ---- | - | - | - | - | - | - |
| 137  | 111  | 101  | - | - | - | - | - | - |

## Culture locale et patrimoine

### Lieux et monuments
- Église Saint-Alyre de Saint-Alyre-ès-Montagne.
- Cascade de Jassy.
- Lac de Roche Orcine.
- Maison des tourbières et du Cézallier (site du parc naturel régional des volcans d'Auvergne). Ce musée est actuellement fermé. Pour le visiter, il faut participer à une visite accompagnée sur les tourbières, organisée par la Maison de la réserve naturelle des Sagnes, à La Godivelle[19].

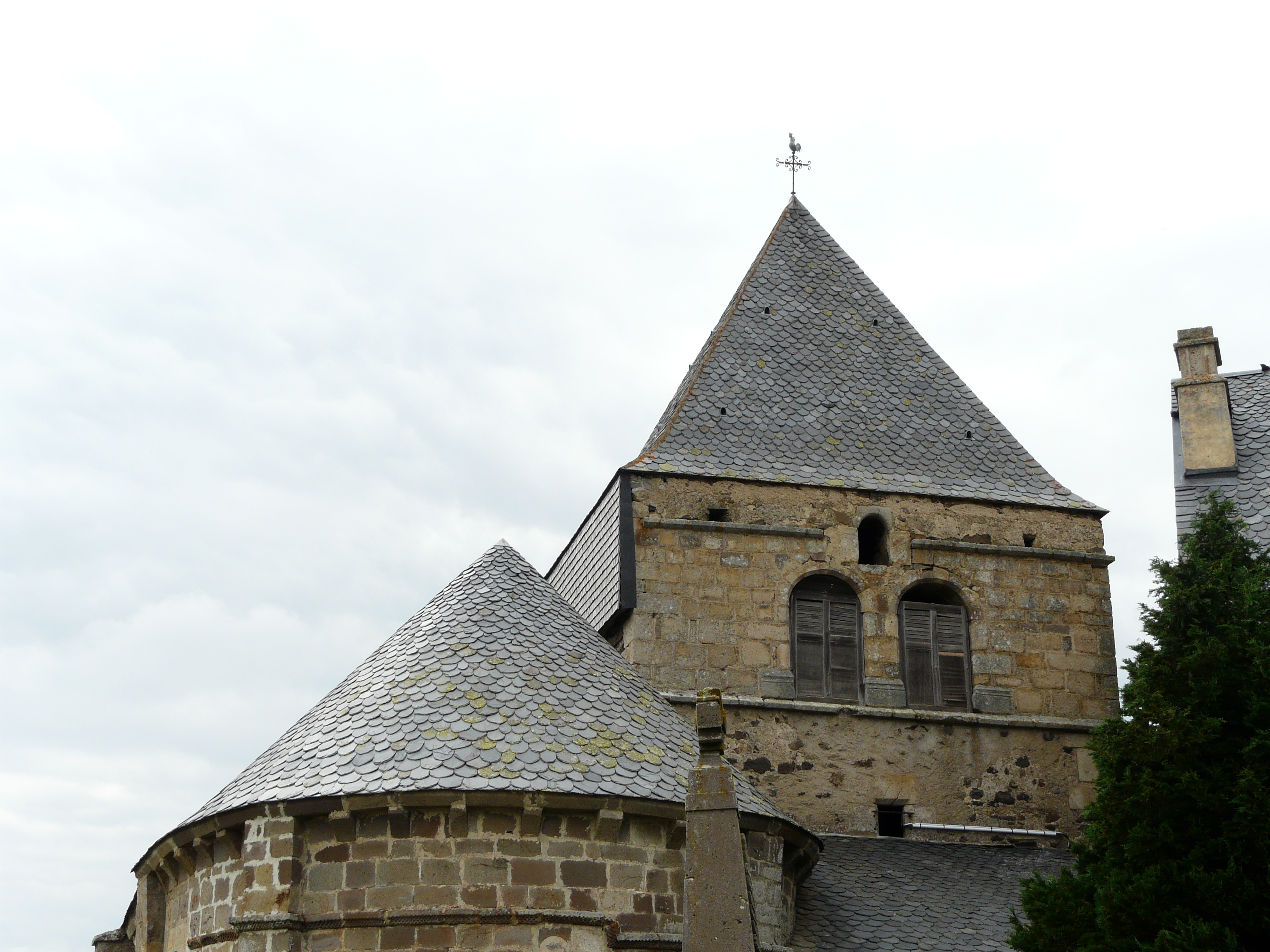
Le clocher de l'église Saint-Alyre.
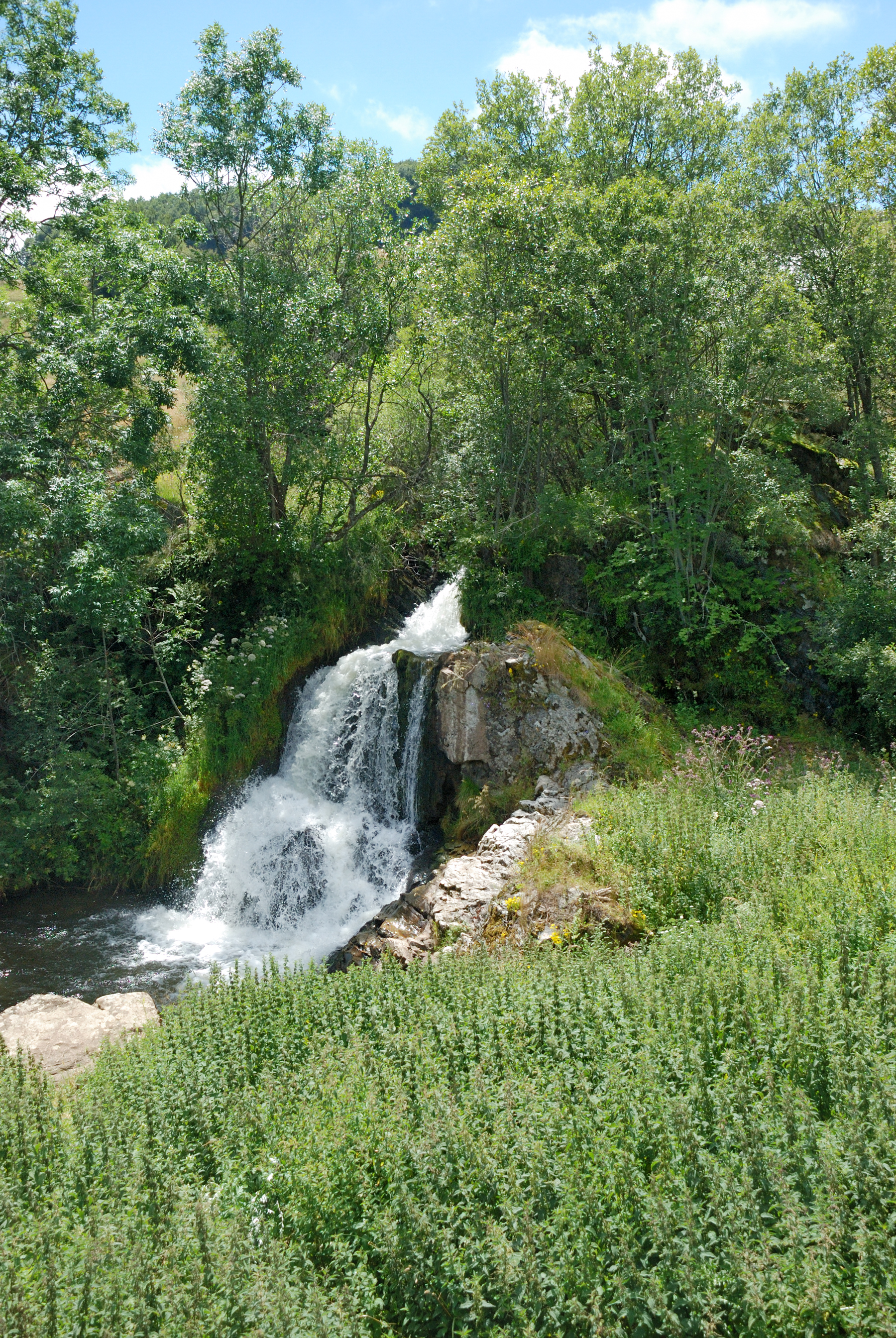
La cascade de Jassy.

### Héraldique
| Blason de Saint-Alyre-ès-Montagne | Blason  | Parti, au premier de gueules à la crosse d'argent, au second d'or au sapin de sinople. |
| Blason de Saint-Alyre-ès-Montagne | Détails | Le statut officiel du blason reste à déterminer.                                       |